# Gauliga Nordsachsen
Die Gauliga Nordsachsen (bis 1919 Gauliga Mittelsachsen) war eine der obersten Fußballligen des Verbandes Mitteldeutscher Ballspiel-Vereine (VMBV). Sie wurde 1910 gegründet und bestand bis zur Auflösung des Gaues 1930. Der Sieger qualifizierte sich für die Endrunde der mitteldeutschen Fußballmeisterschaft.

## Überblick
Am 8. August 1909 wurde in Riesa der Verband Mittelsächsischer Ballspiel-Vereine gegründet. Dieser Verband war anfangs noch kein Mitglied des VMBV, die erste ausgespielte lokale Meisterschaft gewann Wettin Wurzen. Mitte 1910 schloss sich der Verband dann dem VMBV an, so dass zur Spielzeit 1910/11 der Gau Mittelsachsen gegründet wurde. Die erste Spielzeit der obersten Gauliga startete mit vier Teilnehmern. Die Teilnehmerzahl bis zum Beginn des Ersten Weltkriegs schwankte zwischen vier und sechs Vereinen.
Mit Beginn des Ersten Weltkrieges stockte vorerst der Spielbetrieb. Am 24. Januar 1915 wurde beschlossen, keine Kriegsmeisterschaft auszutragen. Es wurde den Vereinen empfohlen, stattdessen Gemeinschaftsspiele auszutragen. Es gab Mitte 1915 eine Rot-Kreuz-Runde, die der Döbelner SC 02 gewann. Die beiden folgenden Spielzeiten wurden ausgetragen, dennoch nahm der Gaumeister Mittelsachsens in diesen beiden Jahren aus unbekannten Gründen nicht an der mitteldeutschen Fußballendrunde teil. 1917/18 und 1918/19 fand kein regulärer Spielbetrieb statt.
Im Zuge der Spielklassenreform des VMBV 1919 war die Gauliga Mittelsachsen nur noch zweitklassig. Mit der Kreisliga Mittelsachsen wurde eine neue oberste Spielklasse geschaffen, die neben dem Gau Mittelsachsen noch die Gaue Erzgebirge, Obererzgebirge und Südwestsachsen beinhaltete. Diese Liga wurde von den Chemnitzer Vereinen aus dem Gau Südwestsachsen dominiert, einzig der Riesaer SV konnte zumindest zeitweilig erstklassig spielen. Zur Spielzeit 1923/24 wurden die Kreisligen wieder abgeschafft, die ehemalige Gauliga Mittelsachsen wurde nun in Gauliga Nordsachsen umbenannt und war erneut erstklassig. Die vor 1919 bezeichnete Gauliga Südwestsachsen erhielt fortan den Namen Gauliga Mittelsachsen. Die Liga wurde in zwei Staffeln (Riesa und Döbeln) mit insgesamt zehn Mannschaften ausgetragen, die beiden Staffelsieger spielten gegeneinander um die Gaumeisterschaft. Zur Saison 1925/26 wurden beide Staffeln zusammengelegt und die Liga mit zehn Vereinen ausgespielt.
Der VMBV entschloss sich zur Spielzeit 1930/31 zu einer Verkleinerung der Anzahl an erstklassigen Gauligen. Der Gau Nordsachsen wurde daraufhin aufgelöst, die Vereine wurden in unterklassige Ligen anderer Gaue eingeordnet.
Die Gauliga Nordsachsen wurde vom Riesaer SV dominiert, welcher neun der 13 ausgespielten Gaumeisterschaften gewinnen konnte. Bis zum Ersten Weltkrieg konnte ebenfalls der Döbelner SC 02 um die Gaumeisterschaft mitkämpfen.

## Einordnung
Die übermäßige Anzahl an erstklassigen Gauligen innerhalb des VMBVs hatte eine Verwässerung des Spielniveaus verursacht, es gab teilweise zweistellige Ergebnisse in den mitteldeutschen Fußballendrunden. Die Vereine aus der Gauliga Mittelsachsen/Nordsachsen gehörten zu den spielschwächeren Vereinen im Verband. Bis zum Ersten Weltkrieg konnte nicht einmal die erste Runde der mitteldeutschen Fußballendrunde überstanden werden. 1912/13 verlor der Döbelner SC 02 gar gegen den Vertreter aus der Gauliga Oberlausitz, SV Budissa Bautzen, was den einzigen Sieg für einen Vertreter aus der Oberlausitz in der mitteldeutschen Fußballendrunde darstellt. In den 1920ern konnte der Riesaer SV mehrmals in die zweite Runde vordringen, scheiterte in diesen jedoch meist deutlich gegen spielstärkere Vereine. So gab es 1923/24 eine 1:9-Niederlage gegen den Chemnitzer BC und 1924/25 eine 0:7-Niederlage gegen Guts Muts Dresden. Der größte Erfolg für einen Verein aus dem Gau Mittelsachsen gelang 1925/26, als der Riesaer SV dank eines Freiloses in der zweiten Runde in das Viertelfinale vordringen konnte und sich dort nur knapp mit 3:4 gegen den SV Fortuna Leipzig geschlagen geben musste. Ende der 1920er sank die Spielstärke im Vergleich zu den restlichen Gaumeistern Mitteldeutschlands wieder, so verlor Riesa 1928/29 gegen den Chemnitzer BC gar zweistellig (0:10).
Nach der Auflösung der Gauliga Nordsachsen konnten der Riesaer SV (Gau Ostsachsen) und der BC Hartha (Gau Mittelsachsen) bald wieder in erstklassige Ligen aufsteigen. Beide Vereine erreichten auch die ab 1933 eingeführte Gauliga Sachsen, in der Hartha sogar zweimal die Gaumeisterschaft erringen konnte.

## Meister der Gauliga Mittelsachsen/Nordsachsen 1911–1930
| Jahr    | Gaumeister Mittel-/Nordsachsen | Abschneiden mitteldt. Meisterschaft a | Mitteldeutscher Meister       |
| ------- | ------------------------------ | ------------------------------------- | ----------------------------- |
| 1910/11 | Riesaer SV                     | Vorrunde (1)                          | VfB Leipzig                   |
| 1911/12 | Döbelner SC 02                 | 1. Runde (1)                          | SpVgg 1899 Leipzig-Lindenau   |
| 1912/13 | Döbelner SC 02                 | Viertelfinale B (1)                   | VfB Leipzig                   |
| 1913/14 | Riesaer SV                     | 1. Runde (1)                          | SpVgg 1899 Leipzig-Lindenau   |
| 1914/15 | keine Verbandsspiele           | keine mitteldeutsche Endrunde         | keine mitteldeutsche Endrunde |
| 1915/16 | FC Wettin Riesa                | keine Teilnahme                       | FC Eintracht Leipzig          |
| 1916/17 | FC 1912 Waldheim               | keine Teilnahme                       | Hallescher FC 1896            |
| 1917/18 | kein Spielbetrieb              | kein Spielbetrieb                     | VfB Leipzig                   |
| 1918/19 | kein Spielbetrieb              | kein Spielbetrieb                     | Hallescher FC 1896            |
| 1919/20 | Kreisliga Mittelsachsen        | Kreisliga Mittelsachsen               | VfB Leipzig                   |
| 1920/21 | Kreisliga Mittelsachsen        | Kreisliga Mittelsachsen               | FC Wacker Halle               |
| 1921/22 | Kreisliga Mittelsachsen        | Kreisliga Mittelsachsen               | SpVgg 1899 Leipzig-Lindenau   |
| 1922/23 | Kreisliga Mittelsachsen        | Kreisliga Mittelsachsen               | SV Guts Muts Dresden          |
| 1923/24 | Riesaer SV                     | 2. Runde (2)                          | SpVgg 1899 Leipzig-Lindenau   |
| 1924/25 | Riesaer SV                     | 2. Runde (2)                          | VfB Leipzig                   |
| 1925/26 | Riesaer SV                     | Viertelfinale (3)                     | Dresdner SC                   |
| 1926/27 | Riesaer SV                     | 1. Zwischenrunde (2)                  | VfB Leipzig                   |
| 1927/28 | Riesaer SV                     | 1. Vorrunde (1)                       | FC Wacker Halle               |
| 1928/29 | Riesaer SV                     | 1. Vorrunde (1)                       | Dresdner SC                   |
| 1929/30 | Riesaer SV                     | 2. Vorrunde (2)                       | Dresdner SC                   |

## Rekordmeister
Rekordmeister der Gauliga Mittelsachsen/Nordsachsen ist der Riesaer SV, der den Titel neun Mal gewinnen konnten.
|  | Verein           | Titel | Jahr                                                                            |
|  | ---------------- | ----- | ------------------------------------------------------------------------------- |
|  | Riesaer SV       | 9     | 1910/11, 1913/14, 1923/24, 1924/25, 1925/26, 1926/27, 1927/28, 1928/29, 1929/30 |
|  | Döbelner SC 02   | 2     | 1911/12, 1912/13                                                                |
|  | FC Wettin Riesa  | 1     | 1915/16                                                                         |
|  | FC 1912 Waldheim | 1     | 1916/17                                                                         |

## Ewige Tabelle
Berücksichtigt sind alle überlieferten Spielzeiten der erstklassigen Gauliga Mittelsachsen bis 1919 bzw. Nordsachsen ab 1923 bis 1930 inklusive der 1923/24 und 1924/25 stattfindenden Finalspiele zwischen den Staffelmeistern. Da es in der Spielzeit 1912/13 zu zwei Spielen kam, die als Niederlage für beide Mannschaften gewertet wurden, gibt es mehr Gegenpunkte als Pluspunkte. 
| Pl. | Verein                          | Jahre | Sp. | S   | U  | N  | T+  | T-  | Diff. | Punkte  | Ø-Pkt. | Titel | Spielzeiten                     |
| --- | ------------------------------- | ----- | --- | --- | -- | -- | --- | --- | ----- | ------- | ------ | ----- | ------------------------------- |
| 1.  | Riesaer SV                      | 13    | 146 | 127 | 3  | 16 | 683 | 173 | +510  | 257:35  | 1,76   | 9     | 1910–1914, 1915–1917, 1923–1930 |
| 2.  | Döbelner SC 02                  | 12    | 144 | 94  | 10 | 40 | 483 | 236 | +247  | 198:90  | 1,38   | 2     | 1910–1914, 1916/17, 1923–1930   |
| 3.  | FC 1901 Roßwein                 | 10    | 126 | 64  | 10 | 52 | 368 | 317 | +51   | 138:114 | 1,1    | 0     | 1910–1912, 1913/14, 1923–1930   |
| 4.  | BC Hartha                       | 8     | 113 | 45  | 14 | 54 | 259 | 297 | −38   | 104:122 | 0,92   | 0     | 1916/17, 1923–1930              |
| 5.  | VfB 1910 Rochlitz               | 7     | 105 | 39  | 11 | 55 | 273 | 337 | −64   | 89:121  | 0,85   | 0     | 1923–1930                       |
| 6.  | SV 1911 Gröditz                 | 8     | 103 | 33  | 11 | 59 | 239 | 368 | −129  | 77:129  | 0,75   | 0     | 1911/12, 1923–1930              |
| 7.  | FC 1911 Geringswalde            | 7     | 103 | 35  | 4  | 64 | 260 | 346 | −86   | 74:132  | 0,72   | 0     | 1923–1930                       |
| 8.  | FC 1912 Waldheim/SpVgg Waldheim | 5     | 73  | 28  | 7  | 38 | 150 | 258 | −108  | 63:83   | 0,86   | 1     | 1916/17, 1923/24, 1927–1930     |
| 9.  | SV 1913 Nünchritz               | 5     | 78  | 26  | 4  | 48 | 156 | 283 | −127  | 56:100  | 0,72   | 0     | 1924–1929                       |
| 10. | SV Röderau                      | 2     | 35  | 15  | 5  | 15 | 90  | 101 | −11   | 35:35   | 1      | 0     | 1928–1930                       |
| 11. | VfB Riesa                       | 3     | 32  | 13  | 2  | 17 | 59  | 62  | −3    | 28:36   | 0,88   | 0     | 1923–1926                       |
| 12. | FC Wettin Riesa                 | 5     | 32  | 11  | 3  | 18 | 46  | 75  | −29   | 25:39   | 0,78   | 1     | 1911–1914, 1915–1917            |
| 13. | SV 1913 Oschatz                 | 4     | 50  | 11  | 3  | 36 | 86  | 181 | −95   | 25:75   | 0,5    | 0     | 1923–1927                       |
| 14. | FSV Sportlust Riesa             | 1     | 18  | 9   | 1  | 8  | 54  | 51  | +3    | 19:17   | 1,06   | 0     | 1929/30                         |
| 15. | VfB Leisnig                     | 2     | 33  | 6   | 5  | 22 | 47  | 119 | −72   | 17:49   | 0,52   | 0     | 1926–1928                       |
| 16. | FA des RSV Waldheim             | 2     | 12  | 4   | 1  | 7  | 7   | 24  | −17   | 9:15    | 0,75   | 0     | 1915–1917                       |
| 17. | VfB 1904 Freiberg/VfR Freiberg  | 2     | 6   | 2   | 0  | 4  | 0   | 1   | −1    | 4:80    | 0,67   | 0     | 1911–1913                       |
| 18. | FA Rasensport Döbeln            | 1     | 3   | 0   | 2  | 1  | 7   | 7   | ±0    | 2:40    | 0,67   | 0     | 1915/16                         |
| 19. | TuSV Oschatz                    | 1     | 6   | 1   | 0  | 5  | 0   | 5   | −5    | 2:10    | 0,33   | 0     | 1910/11                         |
| 20. | FC Merkur Hainichen             | 1     | 8   | 0   | 0  | 8  | 7   | 33  | −26   | 0:16    | 0      | 0     | 1913/14                         |